# Malagondanakoppa, Shikarpur
Malagondanakoppa là một làng thuộc tehsil Shikarpur, huyện Shimoga, bang Karnataka, Ấn Độ.